# Марковський процес відновлення
Марковські процеси відновлення — це клас випадкових процесів у теорії ймовірності та статистиці, які узагальнюють клас марковських стрибкоподібних процесів. Інші класи випадкових процесів, такі як ланцюги Маркова та процеси Пуассона, є частинними випадками процесів марковського відновлення, які в свою чергу є окремими частинними випадками серед більш загального класу процесів відновлення.

## Означення

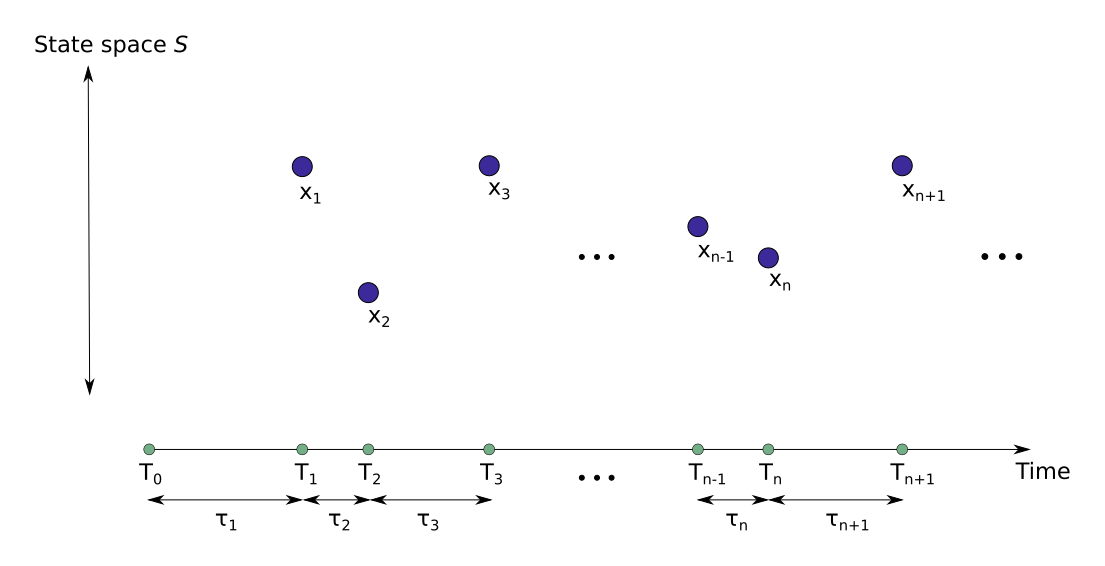
Ілюстрація марковського процесу відновлення

Нехай випадкові величини {\displaystyle X_{n}}приймають значення у просторі станів {\displaystyle \mathrm {S} }, а виадкові величини {\displaystyle T_{n}} є невід'ємними та не спадають за {\displaystyle n}. Рзглянемо послідовність {\displaystyle (X_{n},T_{n})}, де {\displaystyle T_{n}} представляє випадкові моменти стрибків, а {\displaystyle X_{n}} представляє стани, що відповідають цим стрибкам (див. малюнок). Визначимо послідовність моментів очікування між стрибками {\displaystyle \tau _{n}=T_{n}-T_{n-1}}. Для того щоб послідовність {\displaystyle (X_{n},T_{n})} називалася процесом марковського відновлення, має виконуватися така умова. Для усіх {\displaystyle n\geq 1}, {\displaystyle t\geq 0}, {\displaystyle i,j\in \mathrm {S} }:
{\displaystyle {\begin{aligned}&\Pr(\tau _{n+1}\leq t,X_{n+1}=j\mid (X_{0},T_{0}),(X_{1},T_{1}),\ldots ,(X_{n}=i,T_{n}))\\[5pt]&\quad =\Pr(\tau _{n+1}\leq t,X_{n+1}=j\mid X_{n}=i).\end{aligned}}}

## Зв'язок з іншими випадковими процесами
1. Нехай {\displaystyle X_{n}}та {\displaystyle T_{n}} визначені як раніше. Визначимо новий процес {\displaystyle Y_{t}:=X_{n}} для {\displaystyle t\in [T_{n},T_{n+1})}. Тоді процес {\displaystyle Y_{t}} називається напівмарковським процесом. Такий процес задовольняє марковську властивість лише в конкретні моменти стрибків, звідки походить і назва напівмарковський.[1][2][3]
2. Напівмарковський процес (визначений в пункті 1.), у якого усі моменти очікування {\displaystyle \tau _{n}} мають експоненційний розподіл називається ланцюгом Маркова з неперервним часом. Іншими словами, якщо 1) моменти очікування експоненційно розподілені та 2) якщо час очікування в стані та наступний стан незалежні, то процес є ланцюгом Маркова з неперервним часом.  Для усіх {\displaystyle n\geq 1,t\geq 0,i,j\in \mathrm {S} ,i\neq j}:
{\displaystyle {\begin{aligned}&\Pr(\tau _{n+1}\leq t,X_{n+1}=j\mid (X_{0},T_{0}),(X_{1},T_{1}),\ldots ,(X_{n}=i,T_{n}))\\[3pt]&\quad =\Pr(\tau _{n+1}\leq t,X_{n+1}=j\mid X_{n}=i)\\[3pt]&\quad =\Pr(X_{n+1}=j\mid X_{n}=i)(1-e^{-\lambda _{i}t}).\end{aligned}}}
3. Послідовність {\displaystyle X_{n}} у процесі марковського відновлення є ланцюгом Маркова із дискретним часом. Іншими словами, якщо часові змінні вилучити з властивості марковського процесу відновлення, отримаємо ланцюг Маркова з дискретним часом.  Для усіх {\displaystyle n\geq 1,i,j\in \mathrm {S} :}
{\displaystyle \Pr(X_{n+1}=j\mid X_{0},X_{1},\ldots ,X_{n}=i)=\Pr(X_{n+1}=j\mid X_{n}=i).}
4. Якщо послідовність {\displaystyle \tau _{n}} складається з незалежних та однаково розподілених випадкових величин та якщо їх розподіл не залежить від стану {\displaystyle X_{n}}, то процес є процесом відновлення.  Формально {\displaystyle \forall n\geq 1,t\geq 0}
{\displaystyle \Pr(\tau _{n+1}\leq t\mid T_{0},T_{1},\ldots ,T_{n})=\Pr(\tau _{n+1}\leq t).}

## Дивіться також
- Марковський процес
- Теорія відновлення